# Marine des Norddeutschen Bundes

Seekriegsflagge des Norddeutschen Bundes 1867–1871 / Kaiserliche Kriegsflagge 1871–1892

Gösch des Norddeutschen Bundes

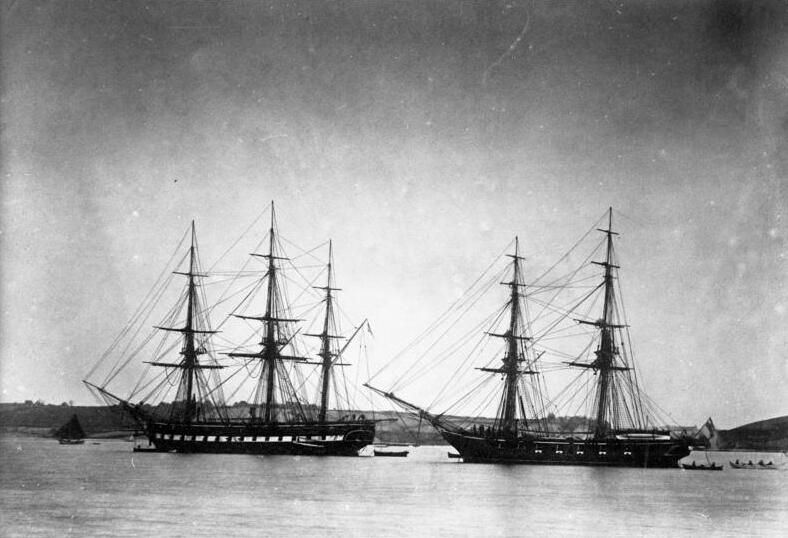
Gefion und Rover

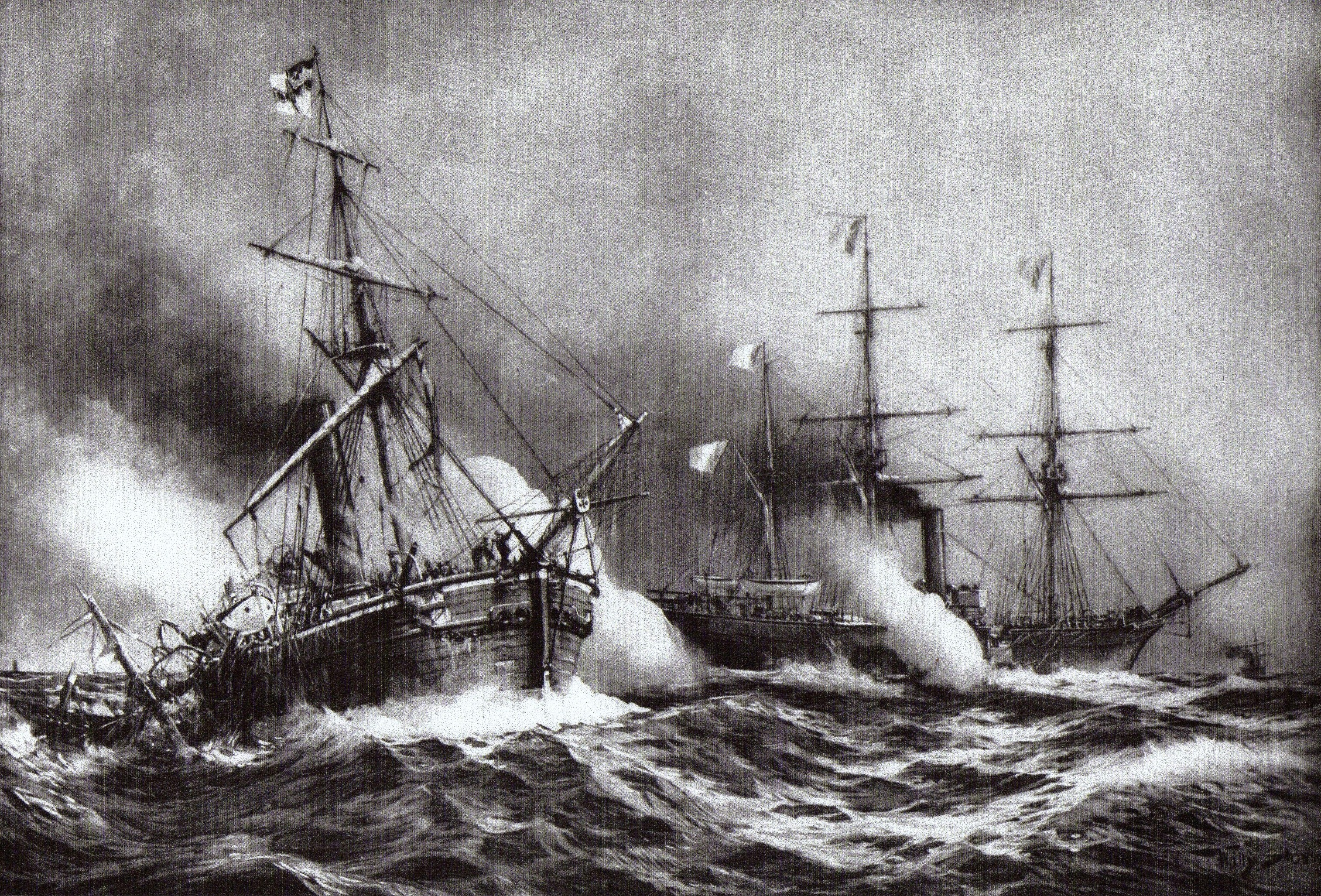
Gefecht vor Havanna (9. November 1870)

Als Marine des Norddeutschen Bundes (Norddeutsche Bundesmarine, Norddeutsche Bundesflotte) bezeichnet man die Seestreitkräfte des 1867 entstandenen Norddeutschen Bundes. Dabei handelte es sich um die vorherige preußische Marine.
In der Zeit des Norddeutschen Bundes blieb die Marine ohne große Bedeutung. Dies galt auch für den Deutsch-Französischen Krieg. Erst nach der Reichseinigung entwickelte sich die dann Kaiserliche Marine zu einer ernstzunehmenden deutschen Flotte.

## Gründung
Nach dem Deutsch-Dänischen Krieg (1864) und dem Deutschen Krieg (1866) wurde mit Gesetz vom 9. November 1867 die Norddeutsche Bundesmarine gegründet. Sie ging aus der preußischen Marine hervor und bestand aus der Flotte und der Seewehr. Die übrigen Gliedstaaten im Norddeutschen Bund hatten keine Seestreitkräfte, waren aber zur Zahlung von Beiträgen sowie auch zur Stellung von Personal verpflichtet, was gerade die Personalsituation erheblich erleichterte. Die Norddeutsche Bundesmarine unterstand dem preußischen Marineministerium. Dessen Leitung hatte 1861 der Kriegsminister Albrecht von Roon zusätzlich übernommen.
Die schwarz-weiß-rote Flagge aus der Bundesverfassung verband die Farben Preußens mit denen der Hansestädte (siehe auch Hanseflaggen). Oberbefehlshaber war Prinz Adalbert von Preußen. Der von ihm eingebrachte Flottengründungsplan von 1867 wurde vom Norddeutschen Reichstag ratifiziert und sah die folgenden größeren Schiffe vor:
- sechs Panzerschiffe
- neun Korvetten
- acht Avisos

Der Flottenplan hatte eine Laufzeit von 10 Jahren. Der Zulauf von neuen Einheiten verlief allerdings schleppend, zum einen durch finanzielle Engpässe, zum anderen aber auch durch die begrenzte Werftkapazität. In der Folge wurden die Panzerschiffe sowie wichtige Teile wie die Dampfmaschinen im Ausland beschafft. Dem Mangel an großen Schiffen wurde zum Teil mit dem beschleunigten Bau kleinerer Einheiten begegnet, die einen Teil der Aufgaben größerer Schiffe übernahmen – so versahen etwa Kanonenboote anstelle von Korvetten Stationsdienst im Ausland.

## Aufgaben und Entwicklung
Noch 1865 hatte der liberal dominierte Preußische Landtag ein Anleihegesetz für die preußische Marine abgelehnt. Der Norddeutsche Reichstag hingegen bewilligte im Dezember 1867 dem Bund die Anleihe für eine Bundesflotte. Die gesetzten Ziele waren erstens der Schutz des deutschen Seehandels. Zweitens sollten die norddeutschen Küsten und Häfen verteidigt werden. Drittens wollte der Bund seine Fähigkeit steigen, den Handel eines Feindes zu stören und dessen Flotten, Küsten und Häfen anzugreifen. Damit kam man den Vorstellungen Prinz Adalberts weit entgegen, dessen Idee einer strategischen Schlachtflotte aus Kostengründen abgelehnt worden war.
Am 17. Juni 1869 wurde Wilhelmshaven als neuer Bundeskriegshafen eingeweiht. Ihm folgte Kiel, sodass die Marine neben den Auslandsstationen zwei regionale Kommandos und zwei Kriegshäfen besaß. Zusätzlich existierte die Königliche Werft Danzig, die zu der Zeit der Norddeutschen Bundesmarine die einzige voll einsatzfähige Werft war. Die Werften und Anlagen in Wilhelmshaven und Kiel waren noch im Bau und konnten nur teilweise genutzt werden. Weitere Stützpunkte und Depots gab es auf dem Dänholm, in Swinemünde und in Geestemünde.

## Operationen
In Friedenszeiten erlebte die junge Flotte einige wichtige Meilensteine. So konnte, nach 15 Jahren Bauzeit, am 17. Juni 1869 der Jadehafen von Wilhelmshaven eingeweiht werden. Später sollte Prinz Adalbert dies als eine seiner größten Leistungen bezeichnen. Als im November 1869 der Suezkanal eingeweiht wurde, war Kronprinz Friedrich Wilhelm mit seiner Yacht und einem Begleitschwader anwesend. Danach fuhr die norddeutsche Korvette Hertha durch den Suezkanal Richtung Ostasien.
Der Seekrieg im Deutsch-Französischen Krieg von 1870/71 brachte mit dem Gefecht vor Havanna zwar die Feuertaufe der Marine des Norddeutschen Bundes, hatte aber keinen Einfluss auf den Ausgang des Krieges. Das Auftreten der Marine des Norddeutschen Bundes zerfiel wegen des Fehlens anderer Möglichkeiten in zusammenhanglose Einzelaktionen gegen die übermächtige, aber meist passive französische Marine.